# Okręg wyborczy Birkenhead
Okręg wyborczy Birkenhead powstał w 1861 r. i wysyłał do brytyjskiej Izby Gmin jednego deputowanego. Okręg został zlikwidowany w 1918 r., ale przywrócono go ponownie w 1950 r. Okręg obejmuje Birkenhead, część Metropolitan Borough of Wirral w hrabstwie Merseyside.

## Deputowani do brytyjskiej Izby Gmin z okręgu Birkenhead

### Deputowani w latach 1861–1918
- 1861–1874: John Laird, Partia Konserwatywna
- 1874–1885: David MacIver, Partia Konserwatywna
- 1885–1892: Edward Bruce Hamley, Partia Konserwatywna
- 1892–1894: Arnold Keppel, wicehrabia Bury, Partia Konserwatywna
- 1894–1906: Elliott Lees, Partia Konserwatywna
- 1906–1910: Henry Vivian, Liberalni Laburzyści
- 1910–1918: Alfred Bigland, Partia Konserwatywna

### Deputowani po 1950
- 1950–1964: Percy Collick, Partia Pracy
- 1964–1979: Edmund Dell, Partia Pracy
- 1979–: Frank Field, Partia Pracy